# 바트엠스

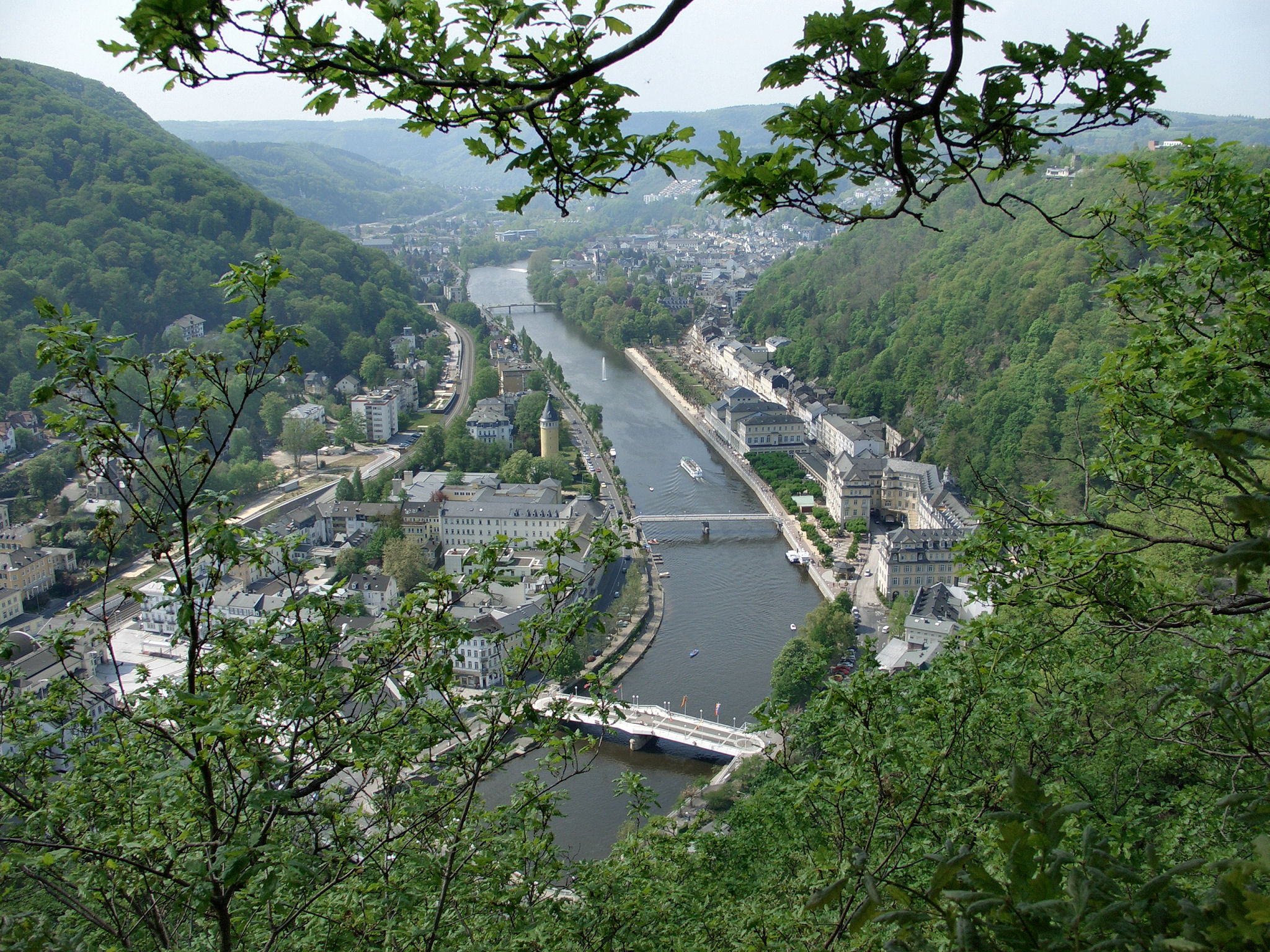
바트엠스

바트엠스(독일어: Bad Ems)는 독일 라인란트팔츠주에 위치한 도시로 면적은 15.36km2, 인구는 9,229명(2015년 12월 31일 기준), 인구 밀도는 600명/km2이다.
1870년 프로이센 왕국의 수상이었던 오토 폰 비스마르크가 이 곳에 머무르고 있던 빌헬름 1세 국왕으로부터 받은 전보를 의도적으로 편집하고 세상에 공개한 엠스 전보 사건이 일어난 곳이다. 이 사건은 프로이센-프랑스 전쟁의 도화선이 된다.
